# Chủng viện và Nhà thờ Thánh Giuse
Chủng viện và Nhà thờ Thánh Giuse (tiếng Trung: 聖若瑟修院及聖堂; tiếng Bồ Đào Nha: Igreja e Seminário de São José) là một chủng viện và nhà thờ nằm tại São Lourenço, Ma Cao, China.

## Lịch sử
Chủng viện được thành lập vào năm 1728 và sau khi kết thúc các sứ mệnh của dòng Tên ở Trung Quốc, nó được tiếp quản bởi Tu hội Truyền giáo. Nhà thờ được xây dựng vào năm 1758
Nó là một phần của Di sản thế giới "Khu lịch sử Ma Cao" được UNESCO công nhận từ năm 2005.